# هانی رمزی (بازیگر)
هانی رمزی (انگلیسی: Hany Ramzy؛ زادهٔ ۲۶ اکتبر ۱۹۶۴) هنرپیشه اهل مصر است. وی از سال ۱۹۸۶ میلادی تاکنون مشغول فعالیت بوده‌است.

## زندگی‌نامه
هانی در اسکندریه به‌دنیا آمد. در بنی مزار، استان منیا بزرگ شد. بعداً در دانشکده بازرگانی، دانشگاه قاهره تحصیل کرد. سپس به مؤسسه هنرهای نمایشی پیوست. پدر هانی وکیل است، رمزی با زنی از اسیوط به نام مونا محب ازدواج کرده‌است و آنها ۲ پسر دارند.